# António José da Fonseca Mimoso Pereira e Guerra
António José da Fonseca Mimoso Pereira e Guerra (Vinhó, 22 de Dezembro de 1773, bap. 1 de Janeiro de 1774 (Lv. 1B, fl. 39) - Lisboa, 18 de Março de 1851) foi um magistrado, juiz e político português.

## Biografia
Era filho de António José de Affonseca Mimoso, natural de Linhares, onde foi baptizado a 13 de Setembro de 1728 (Lv. 2M-B, fl. 37), e de sua mulher (Vinhó, 17 de Dezembro de 1773) (Lv. 2M, fl. 173v) Francisca Clara da Fonseca Pereira e Silva ou Pereira da Fonseca, natural de Vinhó, onde foi baptizada a 12 de Março de 1738 (Lv. 2M, fl. 18). Seu pai esteve no Brasil, onde consta ter sido preso com outros por injúrias ao Ouvidor José Pereira Sarmento de 31 de Dezembro de 1762 a 2 de Janeiro de 1763, ter sido Tesoureiro na Real Casa de Fundição do Ouro da Vila do Príncipe, em Minas Gerais, de 1762 a 1765, e ter recebido a 3 de Dezembro de 1769 uma quitação interina dada pela Junta, após cujos serviços requereu que lhe fosse concedido o Hábito de Cavaleiro da Ordem de Cristo, com respectiva tença, a 21 de Fevereiro de 1775, e foi Monteiro-Mor da vila de Santa Marinha, em Seia, e Fidalgo de Cota de Armas, no 1.º e no 4.º da Fonseca, no 2.º da Guerra e no 3.º Pereira, com timbre de da Fonseca e por diferença uma brica de azul carregada de um farpão de ouro, brasão passado no reinado de D. José I de Portugal a 6 de Abril de 1775 e Registado no Cartório da Nobreza, Lv. 2, fl. 57, sendo filho de Gregório de Affonseca Mimoso e de sua mulher Helena Caetana Pereira, neto paterno de António de Affonseca Mimoso, Capitão da vila de Linhares e de sua mulher e parente Isabel Mimoso da Guerra, e neto materno de Manuel de Paiva Lila e de sua mulher Maria Pereira Saraiva. Era irmão de Bernardo (Vinhó, 30 de Abril de 1776, bap. 9 de Maio de 1776 - ?) (Lv. 1B, fl. 48v), e de Francisco, com geração feminina unigénita natural.
Bacharel em Direito pela Faculdade de Direito da Universidade de Coimbra e Magistrado.
António José da Fonseca Mimoso Guerra foi nomeado Juiz de Fora da vila do Torrão por Carta do Príncipe Regente D. João, futuro D. João VI de Portugal, em nome da Rainha D. Maria I de Portugal, viúva de D. Pedro III de Portugal, de 4 de Novembro de 1800.
Por Decreto de 10 de Julho de 1805, foi S.A.R. o Príncipe Regente D. João de Portugal servido fazer mercê do Predicamento de Correição Ordinária ao Bacharel António José da Fonseca Mimoso Pereira e Guerra, para com ele servir o lugar de Juiz de Fora de Tabuaço, a que fora promovido. Nestas funções, e durante a Primeira Invasão Francesa de Portugal, a 28 de Junho de 1808, foi notícia na "Gazeta de Lisboa" pelas homenagens prestadas ao conquistador e novo Soberano de Portugal: 
De Taboaço avisam que o 1.º deste mês foi o dia mais assinalado que aquela vila tem visto desde que existe; porquanto o Doutor António José da Fonseca Mimoso Pereira e Guerra, seu actual Juiz de Fora, tendo feito armar mui brilhantemente a Casa da Câmara e Praça, estando aí presentes as 8 Câmaras a que preside, como também o Clero, Nobreza e Povos da sua Jurisdicção, lhes recitou uma eloquente oração, pela qual com o maior entusiasmo fez pública a memorável carta da nossa Deputação junto a Sua Majestade o Imperador e Rei. Recitada que foi, correspondeu todo o auditório com estrondosos vivas ao imortal Napoleão. Consecutivamente houve uma segunda oração, por onde o Doutor António Guedes de Carvalho Rebelo Pinto, em nome do Clero, Nobreza e Povo, nos termos os mais energéticos, agradeceu tão altas mercês ao Supremo dos Soberanos, afiançando-lhe a mais segura fidelidade. Não cessaram os vivas em todo aquele dia, que finalizou com uma iluminação geral.
A 16 de Março de 1828, o nome do Dr. António José da Fonseca Mimoso Guerra surge com o doutras personalidades que, em Aveiro, se revoltaram contra a Proclamação do Rei D. Miguel I de Portugal e em favor da Constituição Portuguesa de 1822.
A Junta Provisória Encarregada de manter a Legítima Autoridade d' El-Rei o Senhor D. Pedro IV, atendendo a achar-se vago o lugar de Corregedor da Comarca de Aveiro, por ser nomeado Auditor junto ao Exército o Bacharel Francisco de Magalhães Coutinho, em nome do mesmo Augusto Senhor, nomeia, para provisoriamente servir o dito lugar, o Bacharel António José da Fonseca Mimoso Guerra, que entraria logo em exercício, nomeação publicada na "Gazeta Oficial", conhecida por "Gazeta do Porto", e datada do Porto, de 15 de Junho de 1828. Este facto é mencionado por José Maria de Eça de Queirós no seu Dicionário de Milagres e Outros Escritos Dispersos, onde surge como António José de Afonseca Mimoso.
No exílio, publicara um violento panfleto contra a legalidade da Regência de D. Pedro IV de Portugal em nome de D. Maria II de Portugal, posição que a Esquerda geralmente sustentava.
Foi eleito Deputado para a Legislatura de 1834-1836, pelo Círculo Eleitoral da Beira Baixa, de que prestou juramento a 23 de Agosto de 1834, e para a Legislatura de 1838-1840, pelo Círculo Eleitoral da Guarda, de que não consta a data do juramento.
Foi um Parlamentar bastante activo, tendo feito várias vezes parte da Comissão de Justiça e Legislação.
Interveio numa longa discussão, em 1834, a respeito da elegibilidade de Rodrigo Pinto Pizarro Pimentel de Almeida Carvalhais, futuro 1.° Barão da Ribeira de Sabrosa, uma vez que este se encontrava judicialmente pronunciado por abuso de liberdade de imprensa. A 6 de Setembro de 1834, a Comissão de Verificação de Poderes declarou inválida a eleição de Rodrigo Pinto Pizarro Pimentel de Almeida Carvalhais, baseada num Artigo da Carta Constitucional de 1826. António José da Fonseca Mimoso Pereira e Guerra teceu longas considerações tendentes a demonstrar que a Pronúncia tinha sido ilegal, injusta e nula e como se nunca tivesse existido. Nesta conformidade, declarou que votaria contra o Parecer da referida Comissão, de 11 de Setembro de 1834. Porém, após mais dois dias de constante troca de argumentos, a 13 de Setembro de 1834, o Parecer da Comissão foi aprovado, e Rodrigo Pinto Pizarro Pimentel de Almeida Carvalhais permaneceu fora da Câmara dos Deputados.
A respeito dum Parecer da Comissão de Agricultura, em que se autorizava o Governo a contrair um empréstimo para acudir às necessidades dos lavradores do Reino, António José da Fonseca Mimoso Pereira e Guerra pronunciou-se favorável, num inflamado discurso em que dizia ser a Agricultura o gérmen da riqueza nova e o primeiro ramo da indústria humana.
Perante um Parecer da Comissão de Legislação, de 11 de Setembro de 1834, sobre uma proposta para reduzir os abusos da liberdade de imprensa, a 4 de Outubro de 1834, António José da Fonseca Mimoso Pereira e Guerra iniciou a sua intervenção com uma pergunta: por que motivo eram as leis, na sua maior parte, fatais à liberdade de imprensa?; porque a Imprensa, respondeu, constituía o mais temível flagelo do despotismo e da arbitrariedade do poder. O Despotismo, dizia, pretendia sempre destruir a Imprensa porque considerava uma fortuna conservar o povo ignorante e cego. Para o Deputado, a Imprensa devia ser inteiramente livre, não podendo, no entanto, ser anónima: os escritos deviam ser assinados pelos seus autores para se detectar a fonte dos eventuais abusos.
António José da Fonseca Mimoso Guerra foi nomeado Procurador Régio junto ao Tribunal da Relação do Porto por Carta de D. Maria II de Portugal de 27 de Agosto de 1835.
Em 1839, no âmbito da Comissão de Legislação, António José da Fonseca Mimoso Pereira e Guerra teve ocasião de participar na elaboração de vários Pareceres a respeito de propostas vindas do Ministério da Justiça e de requerimentos relativos à prorrogação ou alteração de leis em vigor. São disso exemplo os Pareceres apresentados nas Sessões da Câmara dos Deputados de 13, 15 e 29 de Maio e de 14, 17 e 26 de Junho de 1839. Também o Código de Processo Civil foi objecto de Parecer da Comissão durante o período em que António José da Fonseca Mimoso Pereira e Guerra a ela pertenceu.
Também fazia parte da Comissão de Legislação quando esta, na Sessão de 1 de Julho de 1839, indeferiu um requerimento de vários Oficiais e Praças das extintas Milícias, que alegavam que, por se encontrarem presos ou emigrados, não tinham podido reunir-se ao Exército Libertador antes de 25 de Julho de 1833; pretendiam, assim, ver liquidados os seus soldos, ao abrigo da Legislação em vigor. A Comissão respondeu que a lei mandava pagar serviços efectivamente prestados - e não os bons desejos de os prestar.
Na Sessão de 6 de Julho de 1839, a Comissão de Legislação pronunciou-se sobre a pretensão dos chamados contratadores do tabaco (o monopólio do tabaco) de serem indemnizados do lucro que tinham deixado de usufruir devido à entrada em vigor dum Decreto que extinguia o papel-moeda em circulação. A Câmara indeferiu o pedido, embora não por unanimidade. O caso motivou inúmeras declarações de voto. A 13 de Julho de 1839, António José da Fonseca Mimoso Pereira e Guerra, que votara com a maioria, expôs ao Plenário as razões do seu voto.
Na Sessão de 31 de Julho de 1840, proferiu um longo discurso em defesa duma proposta do Governo para suspender a intervenção do Júri nos Tribunais. Invocou o facto de ainda haver no Reino lugares onde a segurança das pessoas não existia e onde as leis tinham perdido a sua força. Nestas condições, quando a razão do homem tem passado para a ponta do punhal, como podiam os Jurados formar um juízo dos factos claro e independente para que a sua sentença fosse justa? Não se passava o mesmo com os Juízes, dizia: ao contrário dos Jurados, os Juízes eram profissionais responsáveis - e responsabilizados.
António José da Fonseca Mimoso Guerra foi nomeado Juiz Desembargador do Tribunal da Relação de Lisboa por Carta de D. Maria II de Portugal e D. Fernando II de Portugal de 2 de Março de 1841.
Faleceu em Lisboa, a 18 de Março de 1851. Tem com o seu nome, hoje propriedade da Câmara Municipal de Lisboa, um Jazigo unipessoal, com o N.° 499, em forma piramidal, característico de túmulos de Irmãos da Maçonaria, porém encimado por um crucifixo e com o Brasão de Armas herdado consuetudinariamente de seu pai, em escudo francês, com elmo gradeado, aberto, de perfil, ao centro do ado frontal, na Rua N.° 3 do Cemitério do Alto de São João, em Lisboa, do qual hoje desapareceram quase todo o crucifixo e a quase totalidade do elmo com o respectivo timbre, mas não há registo de pessoas terem sido lá sepultadas, nomeadamente o próprio. Por debaixo do Brasão de Armas, tem a seguinte epígrafe:

AQUI JAZ

O CONSELHEIRO ANTÓNIO DA FONSECA MIMOSO GUERRA 

JUIZ QUE FOI DA RELAÇÃO DE LISBOA

NASCEO A 22 DE DEZEMBRO DE 1773 

NO LOGAR [ilegível] DE [ilegível]

FALLECEO EM LISBOA A 18 DE MARÇO DE 1851.
 No canto inferior direito, consta o seguinte epitáfio: 
AQUI DESCANSA EM PAZ, 

HUM VENERÁVEL VARÃO! 

A HONRA ERA O SEU TIMBRE, 

E A JUSTIÇA O SEU PENDÃO.
.